# Сергієв Посад
Сергієв Посад (рос. Сергиев Посад) — місто (від 1782 року) у Московській області Росії, адміністративний центр Сергієво-Посадського району Московської області, місто обласного значення, найбільший населений пункт муніципального утворення «Міське поселення Сергієв Посад».
Станція Сергієв Посад — одна з основних залізничних станцій на Ярославській лінії Московської залізниці. У місті знаходиться пам'ятник культури і мистецтва, занесений до списку Всесвітньої спадщини ЮНЕСКО — Троїце-Сергієва Лавра.
Відстань до Москви становить 52 км. Населення — 105,8 тис. чол. (2010).

## Загальні відомості про місто

### Географія

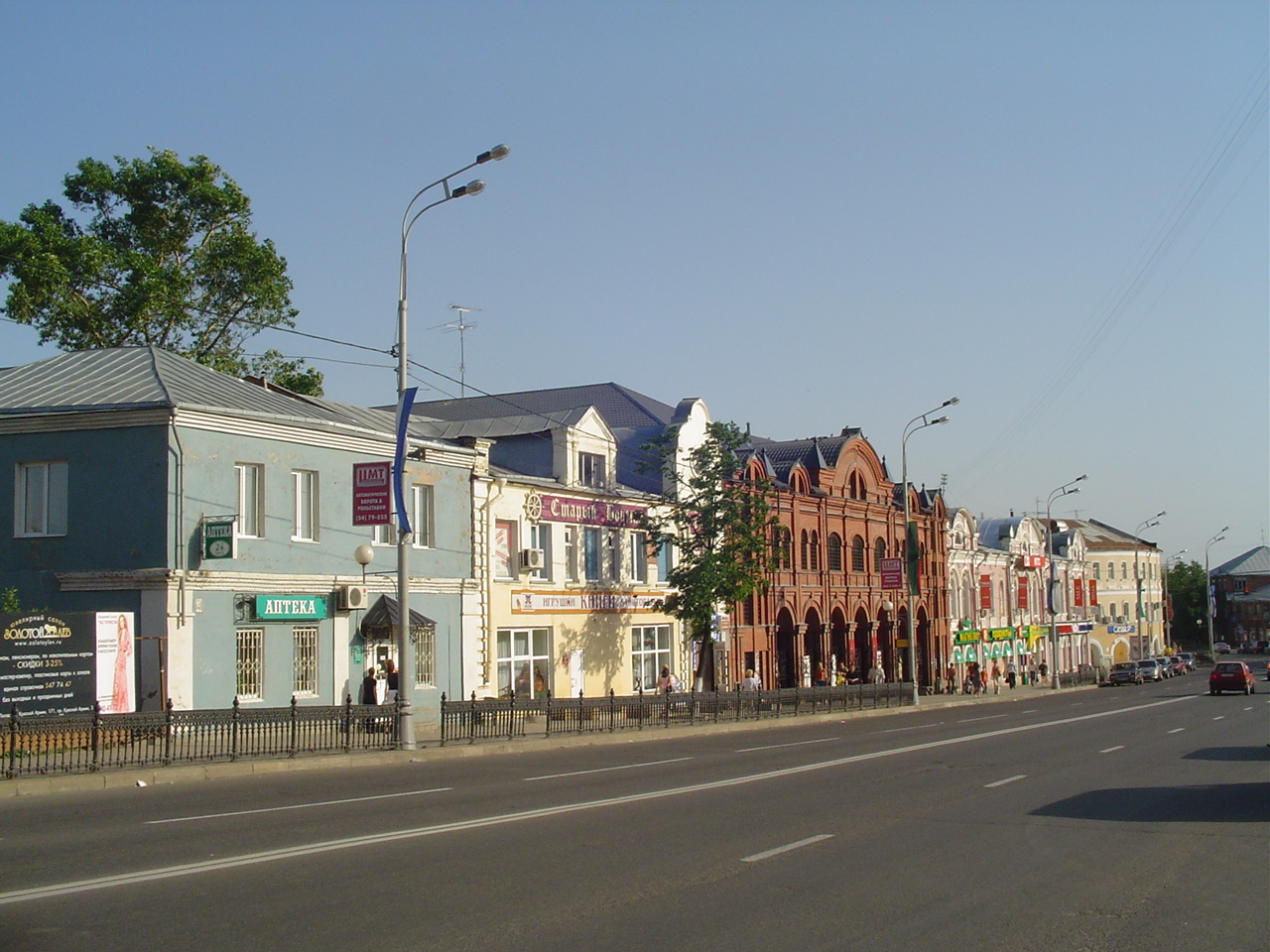
Центр Сергієва Посада

Сергієв Посад знаходиться в центрі європейської частини Росії. Місто розташоване в північно-східній частині Московської області, за 52 км від Москви (74,5 км — залізницею від Ярославського вокзалу). Одна з основних залізничних станцій на лінії Москва — Ярославль Московської залізниці. Місто розташоване на річці Кончурі з її притоками.
З півночі міське поселення Сергієв Посад межує з міськими поселеннями Скоропусковський, Пересвіт, сільськими поселеннями Реммаш і Шеметівське Сергієво-Посадського муніципального району; із заходу — з сільським поселенням Василівське; з півдня — з міським поселенням Хотьково, сільським поселенням Лозівське, зі сходу — із сільським поселенням Березняки.
Межею міста Сергієв Посад є неправильний овал, витягнутий з півдня на північ і розділений руслом річки Кончури на три частини. Віссю міста і основною транспортною артерією є проспект Червоної Армії. Південна частина міста перетинається залізничною лінією Москва — Ярославль. У місці перетину залізничної лінії та проспекту Червоної Армії зведено шляхопровід.
У центральній частині міста розташовуються основні церковні, адміністративні, культурні і соціальні об'єкти міста — Троїце-Сергієва Лавра, залізничний вокзал, адміністрація міста та району. Робітниче селище, розташоване в північно-східній частині міста, спочатку заселялося робітниками Загорського оптико-механічного заводу (ЗОМЗ), від чого і отримало свою назву. Значну його частину займає сам оптико-механічний завод.
Мікрорайони Углич і Північне селище, розташовані на заході і півночі міста відповідно, є житловими спальними районами.

### Клімат
Клімат Сергієва Посада помірно-континентальний. Для міста характерні м'яка зима з рясними снігопадами і тепле літо з дощовим липнем. Найхолодніший місяць року — січень (середня температура становить близько -8°С), найтепліший — липень (середня денна температура близько +23°С)

### Демографія
Населення Сергієва Посада за даними 2010 року становить 110,9 тис. жителів.
| Рік   | 1897 | 1939 | 1971 | 2007  | 2008  | 2009  | 2010  |
| ----- | ---- | ---- | ---- | ----- | ----- | ----- | ----- |
| К-сть | 25   | 45   | 94   | 111,2 | 109,3 | 107,5 | 110,9 |

## Історія

### Виникнення перших поселень, XIV століття

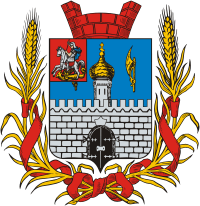
Герб (1883)

Спочатку — кілька поселень (Кукуева, Панін, Клементьєво та ін.), що виникли наприкінці XIII — початку XV ст. навколо Троїце-Сергієва монастиря (з 1744 р — Лаври), заснованого в 1337 р. преподобним Сергієм Радонезьким. Поселення були славні народними промислами: різьбленням по дереву і виготовленням іграшок.

### Утворення посада
На початку XVIII століття села Клементьєво, Кокуево і Пушкарське, Стрілецьке, Іконне, Кухарське, Стаєнна слобода, розташовані неподалік від монастиря злилися в одне торгово-промислове селище — посад. 22 березня 1782 року за указом Катерини II він був названий Сергієвим. В 1744 році монастир став Лаврою. До 1792 року посад отримав регулярний план. В 1845 р. було прокладено шосе, яке з'єднало Сергієв Посад з Москвою, а в 1862 році була проведена залізниця.

### Посад на рубежі XIX і XXст.
В 1919 році Сергієв отримав статус міста, а в 1930 р. був перейменований в Загорськ на честь революційного діяча В. М. Лубоцкого (Загорського). 23 вересня 1991 року місто було назване Сергієв Посад.

### Загорськ в Радянські часи
У цьому місті відбуваються події фільму «Доля резидента» з серії радянських фільмів про розвідника Тульева.
У Загорську відбуваються події у вірші «Жара» знаменитої дитячої письменниці Агнії Львівни Барто.

### Російсько-українська війна
9 серпня 2023 приблизно об 11:00 ранку в Сергієвому Посалі на території Загірського оптико-механічного заводу стався потужний вибух. Офіційна влада пояснила це вибухом на складі з піротехнікою. Відомо, що цей завод постачав оптичні засоби російським силовим структурам, а й з 2019 року брав участь у розробці російського стратегічного бомбардувальника-ракетоносця нового покоління "Посланник".

## Визначні пам'ятки

### Храми і церкви

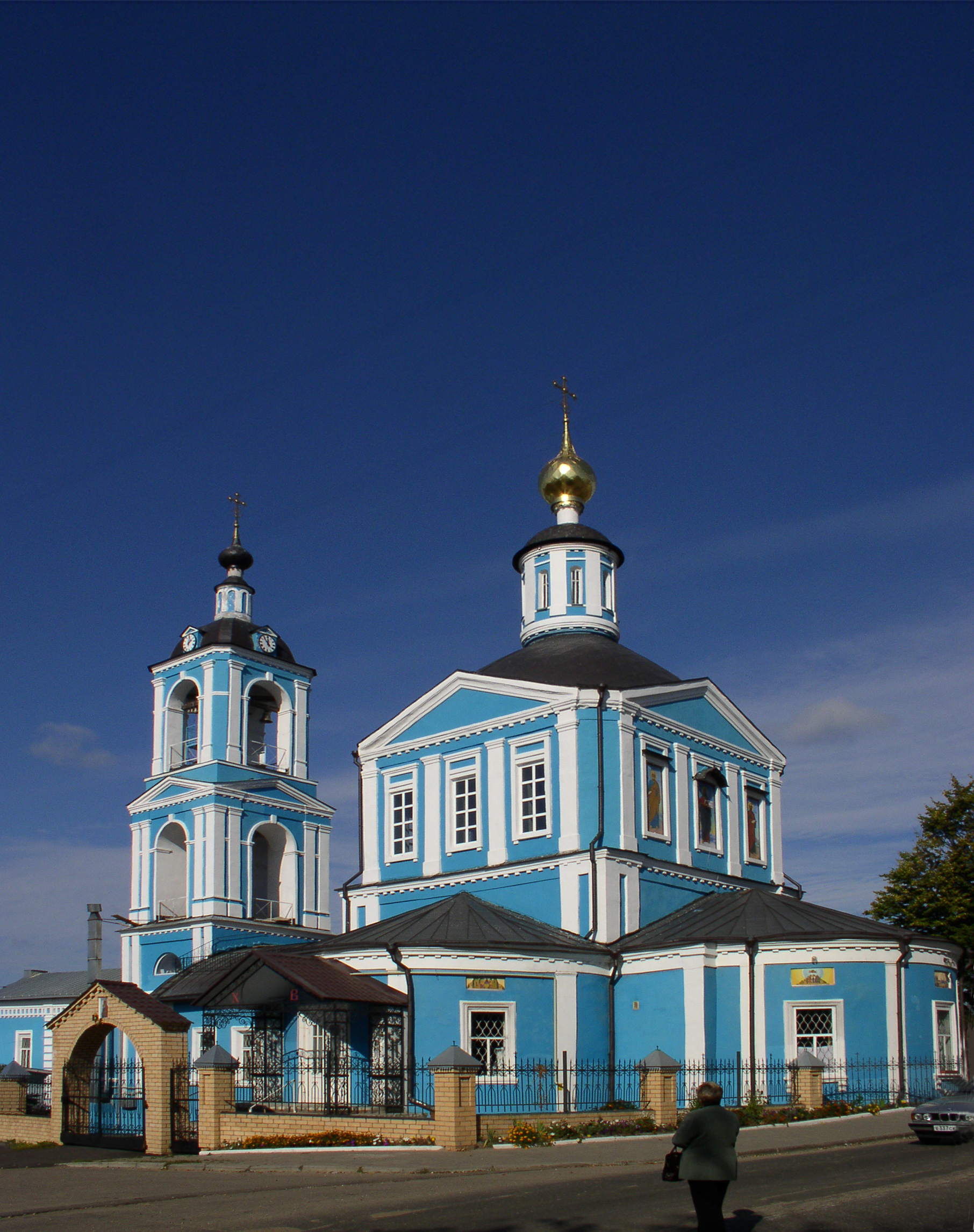
Церква Святих апостолів Петра і Павла

Найважливішою міською визначною пам'яткою та історичним центром міста є ансамбль Троїце-Сергієвої лаври.
Чудові також Введенська та П'ятницька церкви (обидві — 1547), Вознесенська (1766—1779), Успенська (1769) та Іллінська (1773) церкви; монастирський готель (1823, архітектор А Ф. Елькінський, у класичному стилі), торгові ряди (початок XX ст), П'ятницький колодязь (кінець XVII — початок XVIII ст).

### Музеї
- Музей іграшки (створений в 1918 р.),
- Сергієво-Посадський державний історико-художній музей-заповідник (організований в 1920 на території Троїце-Сергієвої лаври, нині перенесений з території монастиря в колишню будівлю банку в центрі міста).

## Суспільство

### Економіка
В Сергієвому Посаді активно розвивається торгівля товарами народного споживання, проектуються та будуються нові торгово-культурні центри.

### Культура і спорт
У місті раз на рік проводяться фестивалі повітряних куль незвичайних форм під назвою «Небо Святого Сергія».
З 2006 року в місті діють муніципальний театр — «Театральний ковчег» та клуб православної молоді «Джерело».
У місті з 2008 року проводиться Відкрита першість Росії з російської рукопашного бою серед православних військово-патріотичних клубів.
Також проводяться районні турніри з флорбол у серед юнацьких та дитячих команд.
У Сергієвому Посаді є і футбольний клуб «Промінь», який виступає на однойменному стадіоні.

### Релігія
На території Тройце-Сергієвої Лаври знаходяться Московська духовна академія (МДА) (з 1814) і семінарія (з 1742). В 2018 році з'явилась інформація що церква пропонує перетворити місто в «православний Ватикан». Можливість створення великого релігійного центру в Сергієвому Посаді не вимагає узгодження з президентом Росії Володимиром Путіним, заявив прес-секретар глави держави Дмитро Пєсков.

## Промисловість і виробництво

### Іграшковий промисел Сергієва Посада

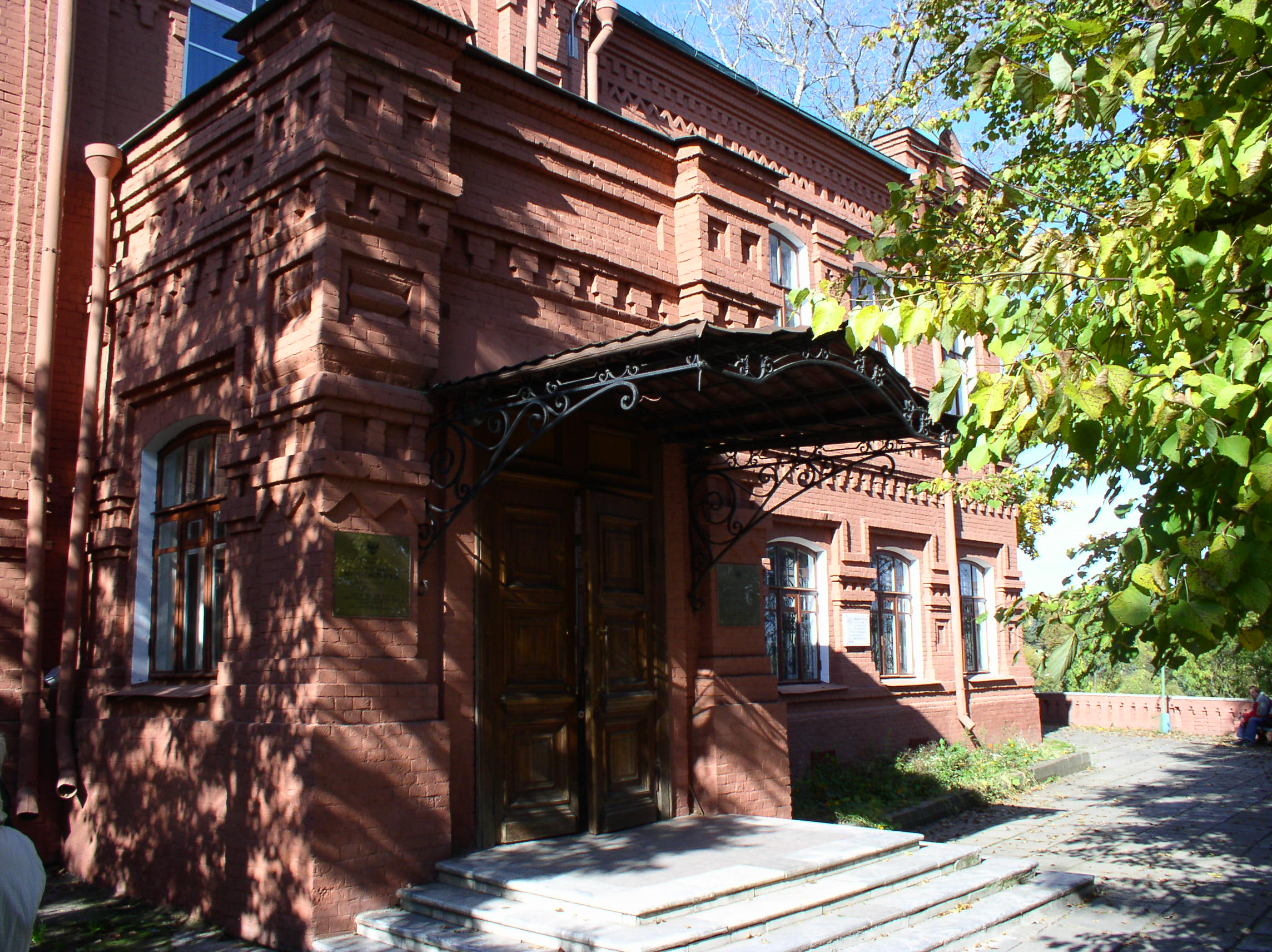
Сергієво-посадський музей іграшки. Головний вхід.

Сергієв Посад — столиця лялькового «царства», тут створювалися російські ляльки та інші іграшки.
Початок іграшкового різьбленого промислу в Сергієвому Посаді відноситься до перших десятиліть XVI століття. До кінця минулого століття це місто вже стало столицею іграшкового промислу Росії. У Сергієвому Посаді до цього часу займалися іграшковим промислом близько 5550 дворів.
Виготовляють там іграшки і в даний час. Крім того, в Сергієвому Посаді знаходиться єдиний в Росії Інститут іграшки, де розробляють нові її різновиди. Там же розташований унікальний Музей іграшки, з експонатів якого можна вивчати лялькову історію.
Сьогодні сергіевопосадські майстри виготовляють іграшки з найрізноманітніших матеріалів. Але спочатку вони прославилися своїми виробами з дерева. Найкращим матеріалом у Сергієвських різьбярів вважалися липа, вільха, осика та береза. Виготовленню іграшки передував підготовчий період, що тривав до двох років. Тільки після нього з дерева вирізали фігурки і розписували яскравими фарбами. Дешеві іграшки розписувалися клейовими фарбами, а дорожчі — акварельними, масляними і емалевими.
Ходовим товаром були дешеві дерев'яні ляльки, які отримали іронічне прізвисько «дурки». Дури були помітні, в пишних і неправдоподібних сукнях, фантастичних капелюхах з квітами і пір'ям, «надуті» і «зарозумілі». Але при цьому — веселі і барвисті. Народ охоче купував такі ляльки.
Ляльки «пані» відрізнялися більш тонкою роботою, витонченим розфарбуванням і, як наслідок, високою ціною.
У Сергієвських майстрів були цілком оригінальні іграшки, які користувалися великим попитом у святкові та ярмаркові дні.
Знаменитий Музей іграшки розташований в красивому місці міста, навпроти Троїце-Сергієвої лаври. У стінах музею зберігається понад 30 тисяч іграшок різних народів світу.

## Відомі сергієвопосадці
- Олександр Роу
- Герман Стерлігов
- Купченко Леонід Федорович (* 1934) — український фахівець у галузі електродинаміки, доктор технічних наук, професор, винахідник.

## Міста-побратими
- Саров (Росія, з 2007 р.)
- Ахалі-Атоні (Абхазія, з 2007 р.)
- Гнєзно (Польща, з 2007 р.)
- Сремскі-Карловці (Сербія)
- Салдус (Латвія)
- Фульда (Німеччина, з 1991 р.)
- Вагаршапат (Вірменія, з 2010 р.)[9]
- Барі (Італія, з 2010 р.)

## Цікаві факти
Місто, відоме своєю Лаврою, надихнуло парфумера Евелін Буланже (Evelyne Boulanger) на створення аромату Zagorsk (туалетна вода; лонч у 2002 р.), який увійшов в серію Series 3: Incense японського бренду Comme des Garçons. У дану серію крім аромату Zagorsk увійшли ще 4, які названі іменами інших відомих міст, які у парфумерів викликають ольфакторні асоціації: Avignon (Авіньйон, місто у Франції), Jailsamer (Джайсалмер, місто в Індії), Kyoto (Кіото, місто в Японії) і Quarzazate (Варзазат, Марокко).

### Сергіїв Посад у фотографіях

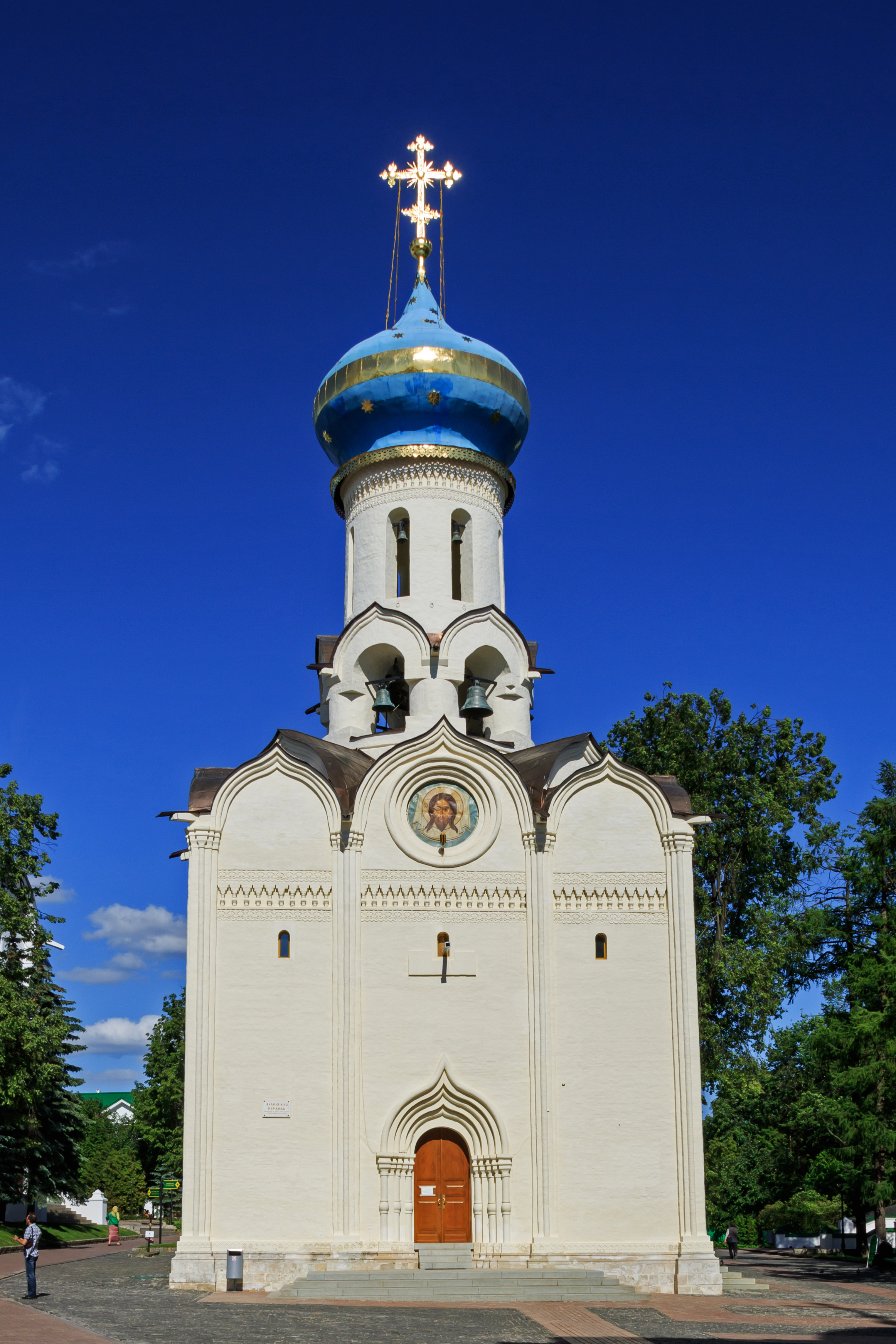
Храм Святого Духа (1476) (Троїце-Сергієва Лавра)
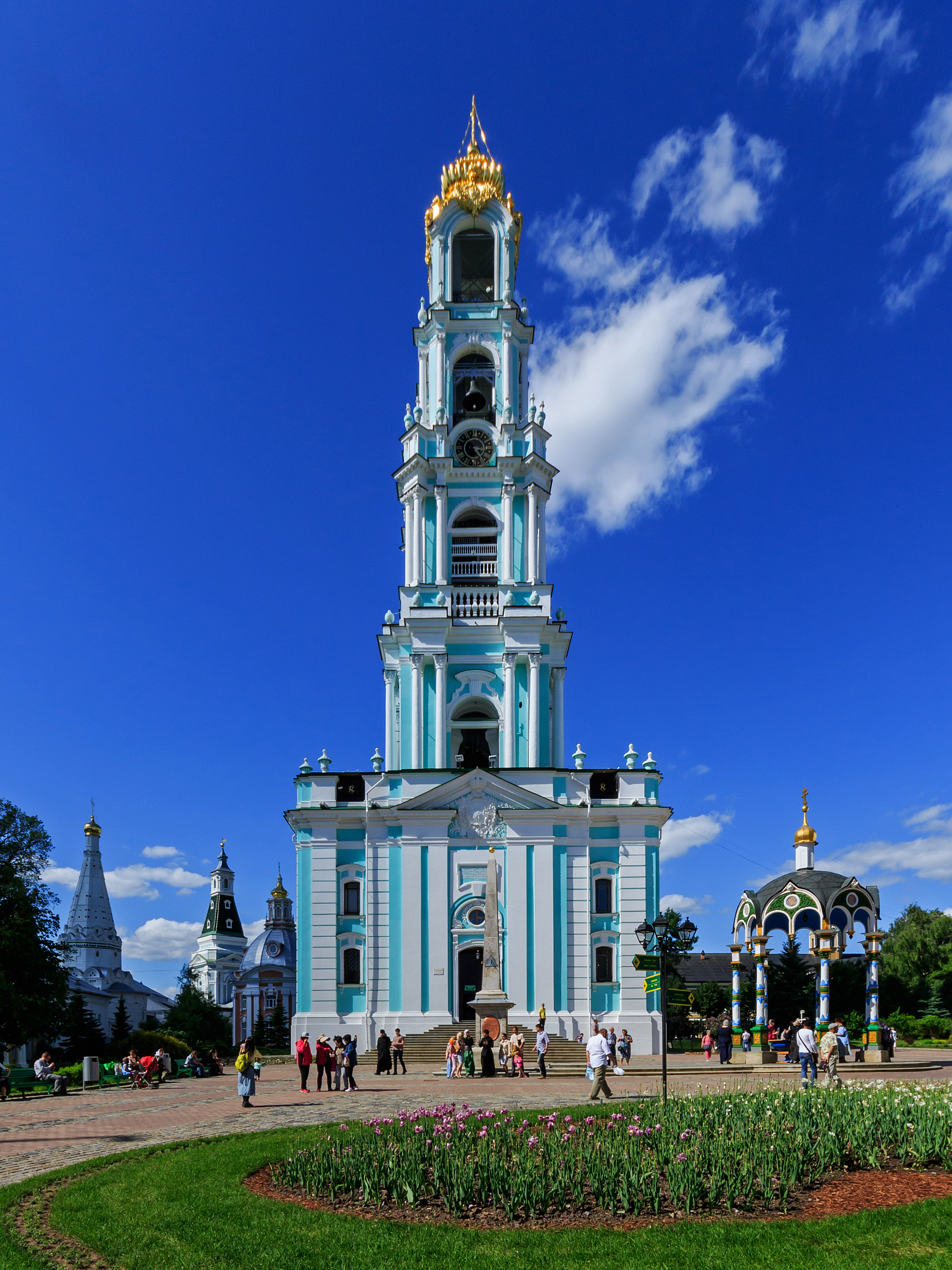
Дзвіниця (1740-70) (Троїце-Сергієва Лавра)
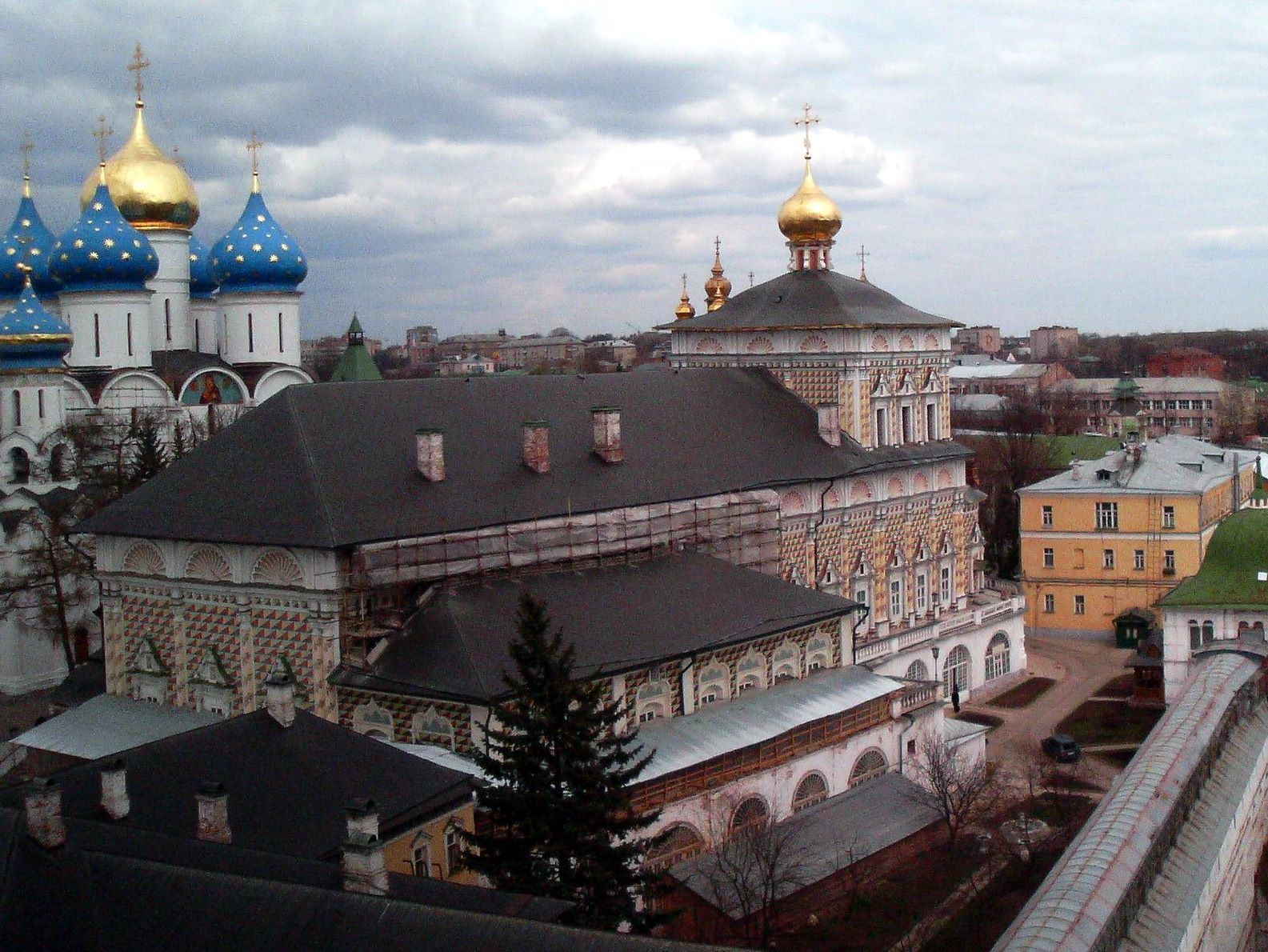
Трапезний храм і Успенський собор (Троїце-Сергієва Лавра)
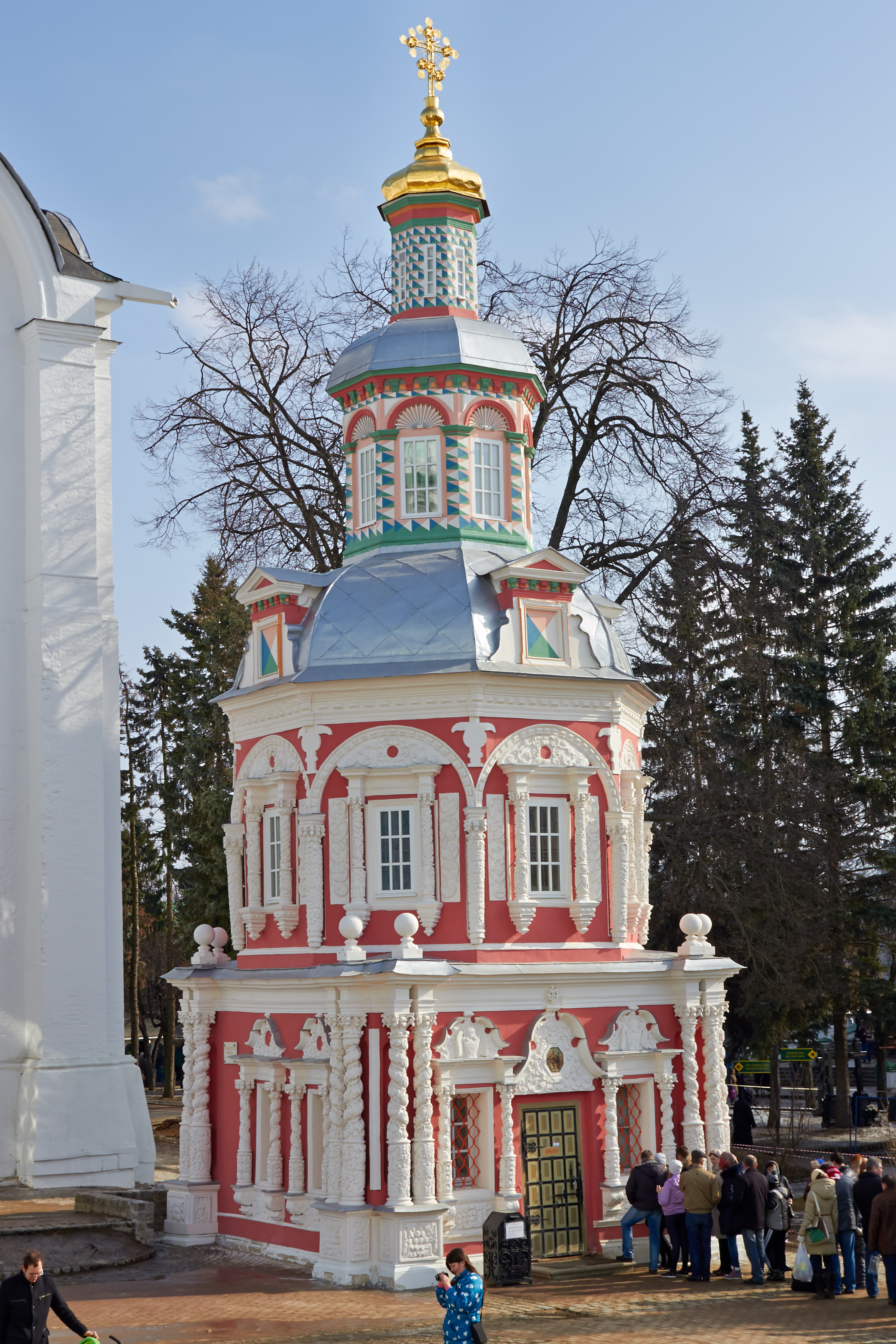
Успенський колодязь (кінець XVII ст.) (Троїце-Сергієва Лавра)
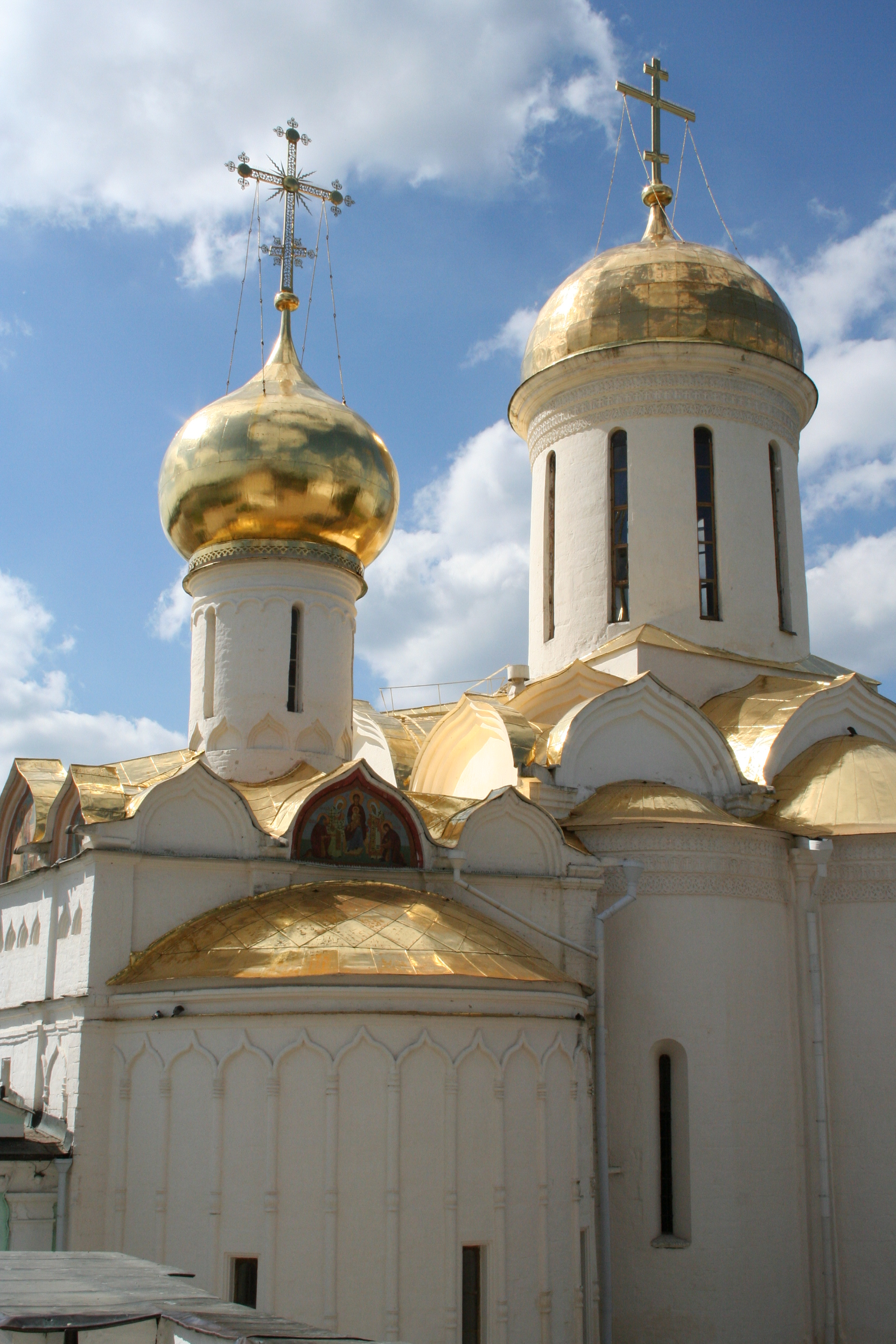
Троїцький собор Троїце-Сергієва Лаври
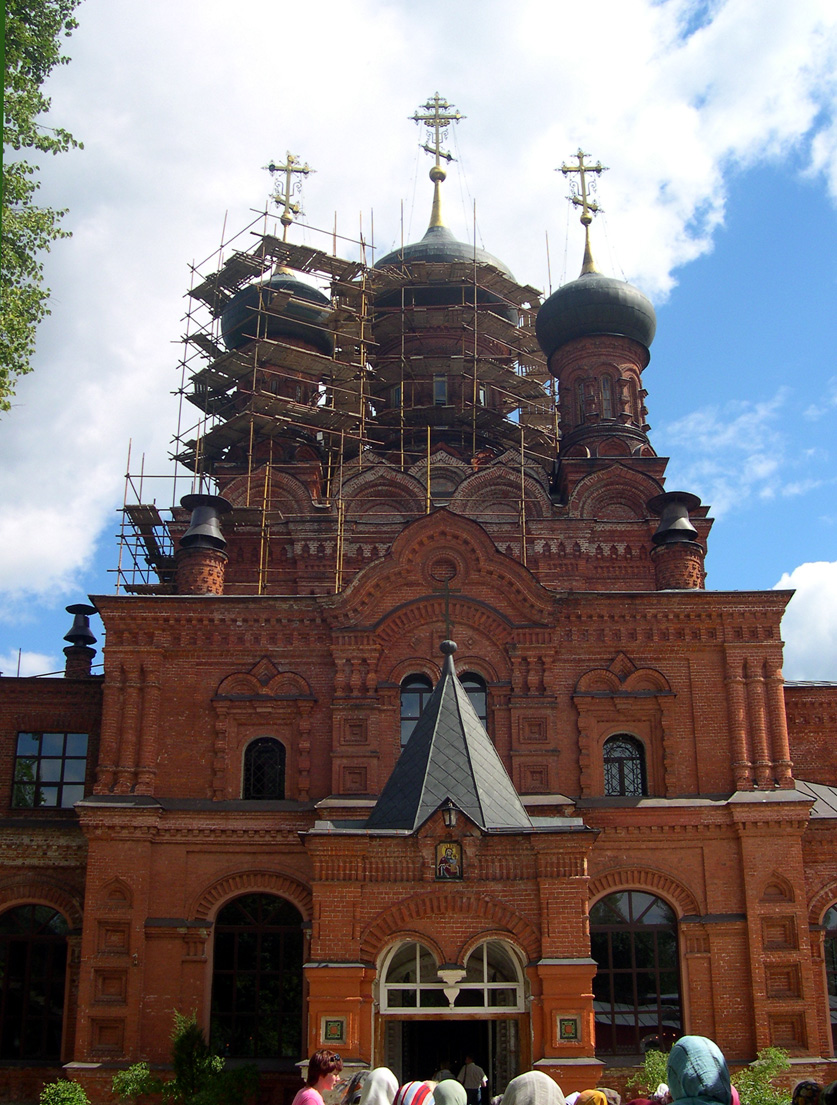
Черніговський скит
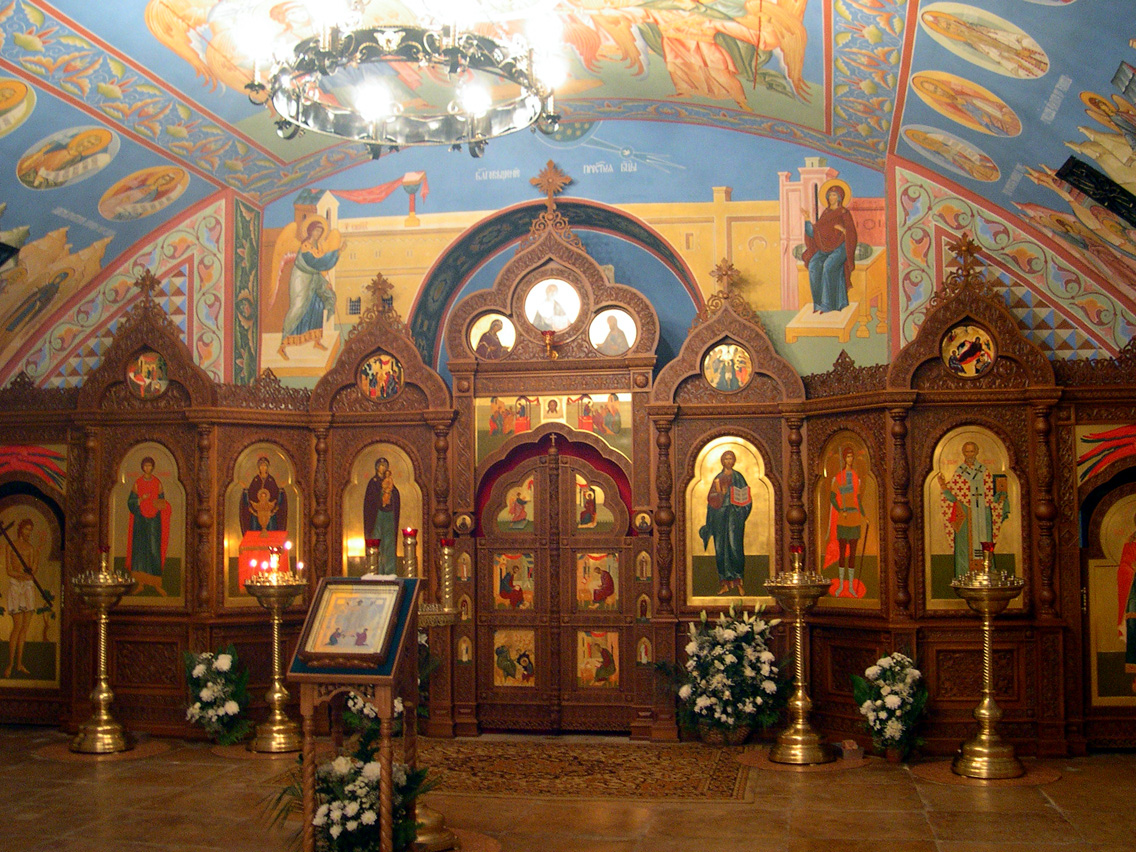
Черніговський скит Печерна церква
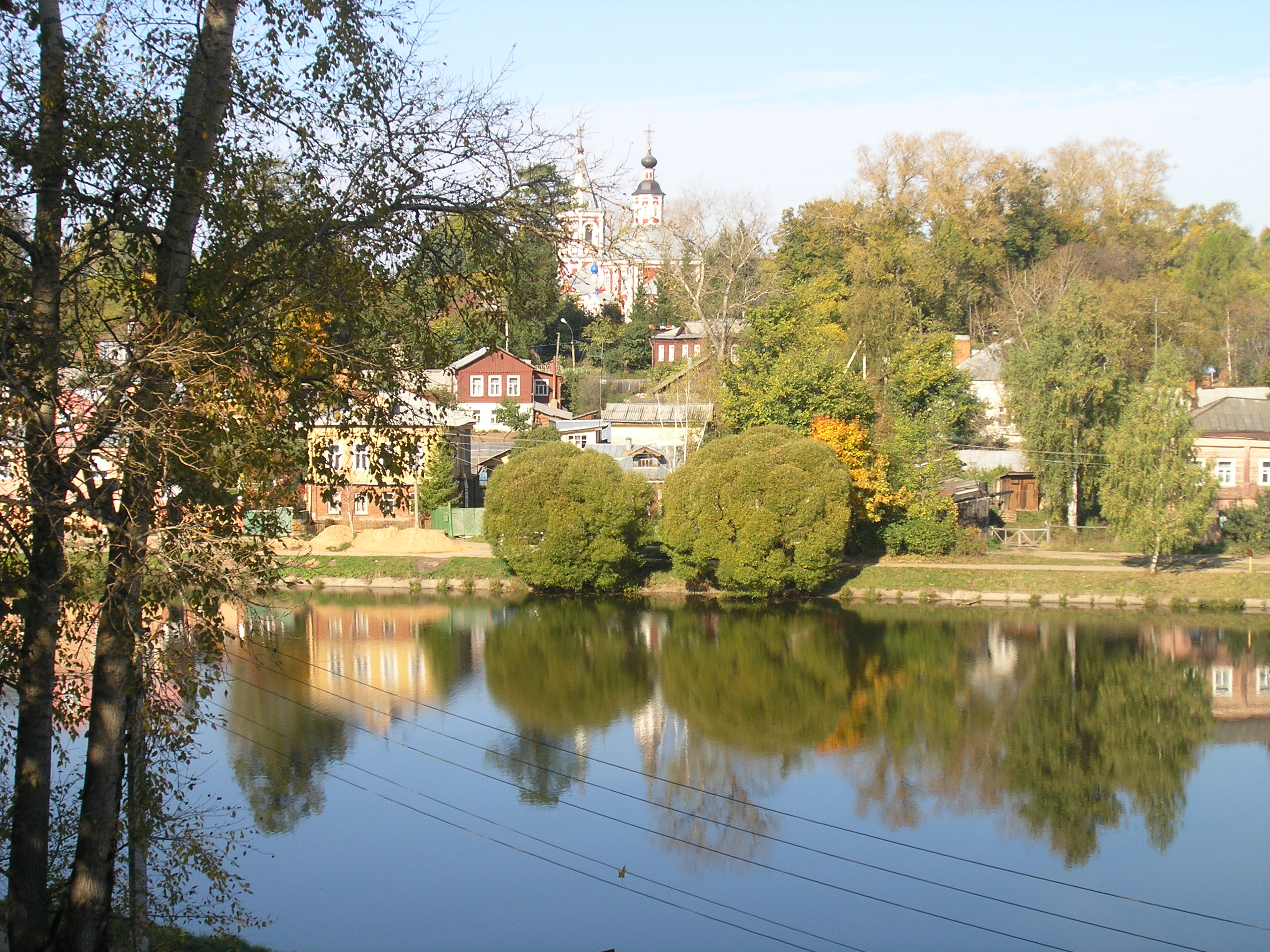
Церква Пророка Іллі